# اوبربتینگن
اوبربتینگن (به آلمانی: Oberbettingen) یک شهر در آلمان است که در فولکانایفل واقع شده‌است. اوبربتینگن ۶۷۷ نفر جمعیت دارد.